# Хлюстова, Ирина Николаевна
Ирина Николаевна Хлюстова (бел. Ірына Мікалаеўна Хлюстава; род. 25 августа 1978, Лунинец, Брестская область) — белорусская легкоатлетка, специалистка по бегу на короткие дистанции. Выступала за сборную Белоруссии по лёгкой атлетике в 2000—2013 годах, обладательница серебряной медали чемпионата мира в помещении, двукратная чемпионка Европы в помещении, победительница и призёрка первенств национального значения, действующая рекордсменка страны в эстафете 4 × 400 метров в помещении, участница четырёх летних Олимпийских игр. Мастер спорта Республики Беларусь международного класса.

## Биография
Ирина Хлюстова родилась 25 августа 1978 года в городе Лунинец Брестской области Белорусской ССР.
Занималась лёгкой атлетикой в Витебске, окончила Витебское училище олимпийского резерва (1995) и Витебский государственный университет (2003), где обучалась на факультете физического воспитания и спорта.
Впервые заявила о себе на международном уровне в сезоне 2000 года, когда вошла в состав белорусской национальной сборной и благодаря череде удачных выступлений удостоилась права защищать честь страны на летних Олимпийских играх в Сиднее. Вместе с соотечественницами Еленой Будник, Натальей Сологуб и Анной Козак стартовала в программе эстафеты 4 × 400 метров — на предварительном квалификационном этапе с национальным рекордом Белоруссии (3:26,31) стала третьей и в финал не вышла.
В 2001 году в эстафете 4 × 400 метров стартовала на чемпионате мира в Эдмонтоне. Будучи студенткой, представляла страну на Универсиаде в Пекине, где в той же дисциплине выиграла бронзовую медаль.
В 2002 году в эстафете 4 × 400 метров одержала победу на чемпионате Европы в помещении в Вене, стала шестой на чемпионате Европы в Мюнхене.
В 2003 году бежала эстафету 4 × 400 метров на чемпионате мира в Париже.
Находясь в числе лидеров белорусской легкоатлетической команды, благополучно прошла отбор на Олимпийские игры 2004 года в Афинах — на сей раз в эстафете 4 × 400 метров показала результат 3:27,38, с которым вновь остановилась на предварительном квалификационном этапе. При этом её партнёршами были Наталья Сологуб, Илона Усович и Светлана Усович.
В 2005 году представляла Белоруссию на Универсиаде в Измире — финишировала шестой в индивидуальном беге на 400 метров и пятой в эстафете 4 × 400 метров.
На чемпионате Европы 2006 года в Гётеборге стала серебряной призёркой в эстафете 4 × 400 метров, уступив в финале только команде России.
В 2007 году с национальным рекордом Белоруссии 3:27,83 победила в эстафете 4 × 400 метров на чемпионате Европы в помещении в Бирмингеме, позже победила на Кубке Европы в Мюнхене, где так же установила национальный рекорд — 3:23,67. На последовавшем чемпионате мира в Осаке стала пятой, ещё улучшив национальный рекорд — 3:21,88.
В 2008 году заняла второе место в эстафете 800 + 600 + 400 + 200 метров на Кубке Европы в помещении в Москве. В эстафете 4 × 400 метров получила серебро на чемпионате мира в помещении в Валенсии, была третьей на Кубке Европы в Анси. На Олимпийских играх в Пикине стала в эстафетной программе четвёртой, но в конечном счёте члена их команды Светлану Усович дисквалифицировали за допинг, и показанный на Играх результат был отменён.
В 2011 году в эстафете 4 × 400 метров Хлюстова заняла седьмое место в Суперлиге командного чемпионата Европы в Стокгольме.
В 2012 году в той же дисциплине показала пятый результат на чемпионате мира в помещении в Стамбуле, стартовала на чемпионате Европы в Хельсинки. На Олимпийских играх в Лондоне в эстафете с результатом 3:26,52 не смогла преодолеть предварительный квалификационный этап.
После лондонской Олимпиады Ирина Хлюстова ещё в течение некоторого времени оставалась действующей спортсменкой и продолжала принимать участие в крупнейших международных стартах. Так, в 2013 году в эстафете 4 × 400 метров она стала седьмой в Суперлиге командного чемпионата Европы в Гейтсхеде, отметилась выступлением на чемпионате мира в Москве.